# レン・ワイズマン
レン・ワイズマン（Len Wiseman, 1973年3月4日 - ）は、アメリカ合衆国の映画監督。

## プロフィール
カリフォルニア州フリーモント出身。漫画を読んで映画製作者を志し、高校卒業後はディアンザカレッジに進学する。
美術スタッフとして『GODZILLA』『メン・イン・ブラック』『インデペンデンス・デイ』などのアメリカ映画界に参加。その一方、インテルやプレイステーションのCM、メガデスやルーファス・ウェインライトなどのミュージック・ビデオも手がけている。
2003年公開の『アンダーワールド』で映画監督デビュー。同作品が5000万ドルを超えるヒットとなり、2006年、2009年、2012年に続編が製作された。
2007年公開の『ダイ・ハード4.0』では、「シリーズ全作品のジョン・マクレーンの台詞を全て覚えている。」と公言しており、子どもの頃からの熱烈なファンであったという。
本作は全米国内と全世界トータルの興行収入でシリーズ最高額を記録した。

私生活では、初監督作品となった『アンダーワールド』が縁となり、主演のケイト・ベッキンセイルと2004年5月9日に結婚。しかし、2016年に離婚を申請した。

## フィルモグラフィ

### 映画
| 年   | 題名                                                                    | 備考                               |
| ---- | ----------------------------------------------------------------------- | ---------------------------------- |
| 1994 | スターゲイト Stargate                                                   | 脚本補佐                           |
| 1996 | インデペンデイス・デイ Independence Day                                 | 脚本補佐                           |
| 1997 | メン・イン・ブラック Men in Black                                       | 脚本補佐                           |
| 1998 | GODZILLA Godzilla                                                       | 脚本補佐                           |
| 2003 | アンダーワールド Underworld                                             | 監督・原案                         |
| 2006 | アンダーワールド: エボリューション Underworld: Evolution                | 監督・原案                         |
| 2007 | ダイハード4.0 Live Free or Die Hard                                     | 監督                               |
| 2009 | アンダーワールド ビギンズ Underworld: Rise of the Lycans                | 製作・原案・キャラクター創造       |
| 2012 | アンダーワールド 覚醒 Underworld: Awakening                             | 製作・脚本・原案・キャラクター創造 |
| 2012 | トータル・リコール Total Recall                                         | 監督・製作総指揮                   |
| 2016 | アンダーワールド ブラッド・ウォーズ Underworld: Blood Wars              | 製作・キャラクター原案             |
| 2025 | バレリーナ:The World of John Wick From the World of John Wick:Ballerina | 監督                               |

### テレビシリーズ
| 年   | 題名                             | 備考                                  |
| ---- | -------------------------------- | ------------------------------------- |
| 2010 | HAWAII FIVE-0 Hawaii Five-0      | シーズン1第1話 監督                   |
| 2013 | スリーピー・ホロウ Sleepy Hollow | シーズン1第1話 監督・製作総指揮・企画 |
| 2016 | LUCIFER/ルシファー Lucifer       | シーズン1第1話 監督                   |